# カロリーナ・ロレンシーニ

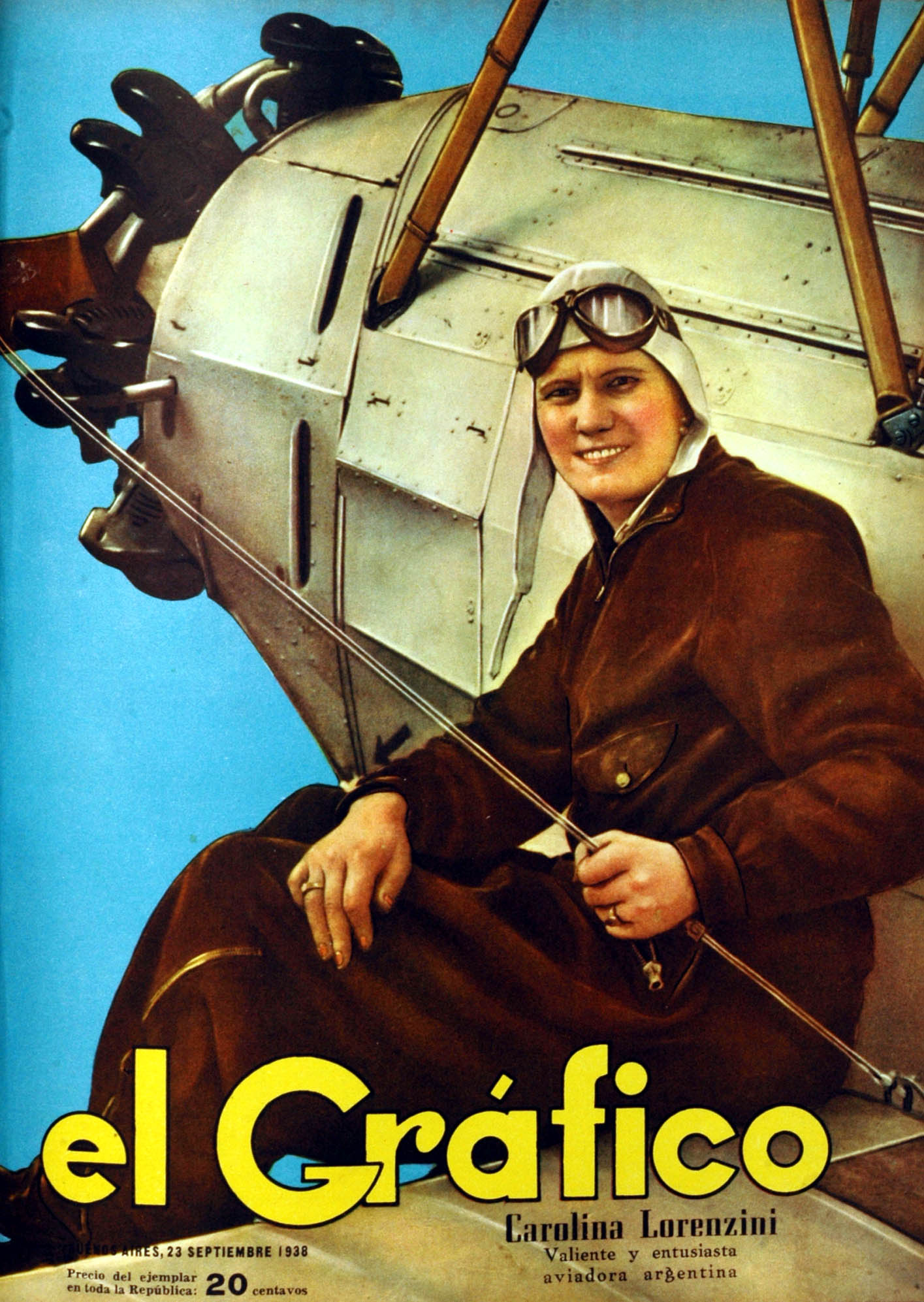
カロリーナ・ロレンシーニ

カロリーナ・ロレンシーニ（Carolina Elena Lorenzini、1899年8月15日 - 1941年11月23日）は、アルゼンチン最初の女性パイロットである。

## 生涯
ブエノスアイレスに生まれた。父親は靴屋で8人兄弟の7番目の子供として生まれた。生まれた町で最初の車を運転した女性であったという話もある。熱心に運動に取り組み、乗馬、漕艇、陸上競技、ホッケーの選手で1925年に陸上競技のチャンピオンになった。
電話会社のタイピストとして働きながら、何度も手紙などで交渉し、1931年9月6日アルゼンチン飛行クラブに入会し、自分の持ち物をすべて売り払って飛行訓練の資金を作った。1933年11月4日にアルゼンチンの初の女性パイロットとして民間パイロットの免許を取得し、さらに南米の女性として最初の飛行教官の資格をえた。アルゼンチンの社会の伝統的な価値観にとっては、彼女の飛行服姿は反発を招き、「ガウチョ姿の飛行士」"aviator Gaucho" などの非難を呼んだ。
1935年アルゼンチンの航空機会社FMA（Fábrica Militar de Aviones、後のFabrica Argentina de Aviones）の国産機で開放座席の単葉複座機Aé C3を使って 1935年3月31日に高度飛行記録、5381mを作って、有名になり、1940年にはFw 44でアルゼンチンの14の州をまわる飛行を行った。1941年ブエノスアイレスの飛行イベントで曲技飛行に失敗して地上に激突して死亡した。